# یوهان فانسومرن
یوهان فانسومرن (اسپانیایی: Johan Vansummeren‎؛ زادهٔ ۴ فوریهٔ ۱۹۸۱) دوچرخه‌سوار اهل بلژیک است.
از باشگاه‌هایی که در آن رکاب زده‌است می‌توان به آژ۲آر لا موندیال و کنندیل–دراپاک اشاره کرد.